# جيمس باتون براونلو
جيمس باتون براونلو (بالإنجليزية: James Patton Brownlow) هو ضابط أمريكي، ولد في 17 ديسمبر 1842 في جونزبورو في الولايات المتحدة، وتوفي في 26 أبريل 1879 في نوكسفيل في الولايات المتحدة.